# Театар Одеон
Театар Одеон је позориште у Београду, чији је оснивач и власник Жељко Митровић. Отворен је 13. септембра 2024. године и налази се у простору некадашњег истоименог чувеног биоскопа у Улици краљице Наталије број 45 на Старом граду.

## Историјат

### Биоскоп Одеон
Биоскоп Одеон је први пут отворен 18. октобра 1923. године. Ново отварање имао је 21. новембра 1937. године.
На месту некадашње зграде Народне скупштине, срушене 31. маја 1940. године, изграђена је зграда намењена Пензионом фонду и према плану је требало да има 41 канцеларију и биоскопску салу са 1.300 места.
Биоскоп Одеон је трећи пут отворен у јуну 1960. године, на данашњој локацији, премијером домаћег филма Дилижанса снова, снимљеном по сценарију и у режији Соје Јовановић, а главне улоге су тумачили Слободан Цица Перовић и Властимир Ђуза Стојиљковић. Тада је био у власништву предузећа Београд филм и имао 880 места, а важио је за један од најпосећенијих београдских биоскопа. Поред тога, постојао је и биоскоп Мали Одеон, уједно и кафић у који се улазило из Улице кнеза Милоша.
У неколико наврата се покушало са обновом биоскопа, али су они завршавали без успеха, тако да је биоскоп угашен, а предузеће Београд филм је 2007. године приватизовано.

### Театар Одеон
На аукцији одржаној 4. априла 2022. године, Одеон је купио Жељко Митровић. Убрзо је најавио отварање модерног позоришта са покретном сценом, које ће бити специјализовано за мјузикле по угледу на Бродвеј.
Театар је отворен 13. септембра 2024. године, премијерним извођењем представе Луцифер, ауторске представе Жељка Митровића који потписује сценарио, продукцију и режију. Дан раније, одржана је претпремијера представе.

## Продукције
- Ивица и Марица
- Краљ Цигана
- Пепељуга
- Погледај дом свој анђеле
- Луцифер

## Ансамбл

### Глумци
- Жарко Димовски
- Весна Паштровић Шашић
- Саша Ђурашевић
- Снежана Јеремић Нешковић
- Милош Ђуровић
- Миљан Прљета
- Ђорђе Галић
- Марко Јовичић (редитељ и глумац)
- Стојан Ђорђевић
- Димитрије Илић
- Анастасија Кнежевић
- Ана Вучић
- Марко Марковић
- Анђелина Трајиловић
- Младен Миљковић
- Тамара Милојковић
- Дика Бабић
- Стефан Ђоковић
- Стефан Миливојевић
- Миљана Поповић
- Хелена Петровић
- Милица Векић

### Плесачи и музичари
- Ариел Мартинез
- Лаyане Цолл Гардеy
- Лисне Алфонсо Гонзàлез
- Дариен Јанqуе Аргуеллес
- Ариел Виола Доминица
- Мерцедес Баез Ројас
- Јадиер Пелиер
- Ариески Абад Видеауx
- Јетинај Мартинез Гарзон
- Анастасија Зечковић
- Уна Бабамовић
- Марија Томић
- Анђелија Граовац
- Ива Поповић
- Никола Радовановић
- Антон Елкин
- Маша Марковић
- Анисија Гавриловић
- Алесија Ћустић
- Тања Јовићевић – вокал
- Исидора Минић – вокал
- Игор Драгој – басс гитара
- Александар Петровић – бубањ
- Миљан Давидовић – клавир
- Милан Савић – вокал
- Александар Вејиновић – гитара